# كوة (تشريح)
الكُّوَّة أو النافذة (بالإنجليزية: Fenestra)‏ هي أيّ فتحة صغيرة أو مسام، تُستخدم عادة مصطلحًا في علم الأحياء الكلمة اللاتينة تعني «نافذة أو كوة» وتستخدم في مختلف المجالات لوصف فتحة في بنية تشريحية.
توجد الكوات في علم التشكل في العظم الإسفنجي وبشكل خاص في الجمجمة. من الأمثلة عليها في علم التشريح النافذة المدورة والنافذة البيضوية. أما في التشريح المجهري فتوجد الكوات في البطانة الغشائية للشعيرات المنوفذة، وهو ما يسمح بالتبادل السريع للجزيئات بين الدم والأنسجة المحيطة. الطبقة المرنة في الغلالة الباطنة هو غشاء منوفذ. في الجراحة النوفذة هي فتحة جديدة في جزء من الجسد للسماح بنزح السوائل أو الوصول لعضو معين.
في علم النبات الفتحات في الورق المثقوب توصف كذلك بالكوة وتسمى تلك الأوراق بالأوراق المنوفذة، تُعرف نافذة الورقة كذلك بالكوة وهي بنية نصف شفافة تنقل الضوء، مثل نبتة فينيستراريا. في علم الحيوان تملك الفينيستراسبيس ثلاثية الفصوص نوافذ كثيفة في الجزء الخلفي من الجسد. لدى قديمات الفك توجد فينيسترا في الحرقفة الوركية.